# Epineure
L'epineure és la capa més externa de teixit conjuntiu fibrós i dens que envolta un nervi. Agrupa diversos fascicles per formar un tronc únic cohesionat.

## Divisió
L'epineure es pot dividir en dues porcions:
- Epineure intern: separa els fascicles de fibres nervioses.
- Epineure extern: forma el recobriment superficial del nervi.

## Descripció

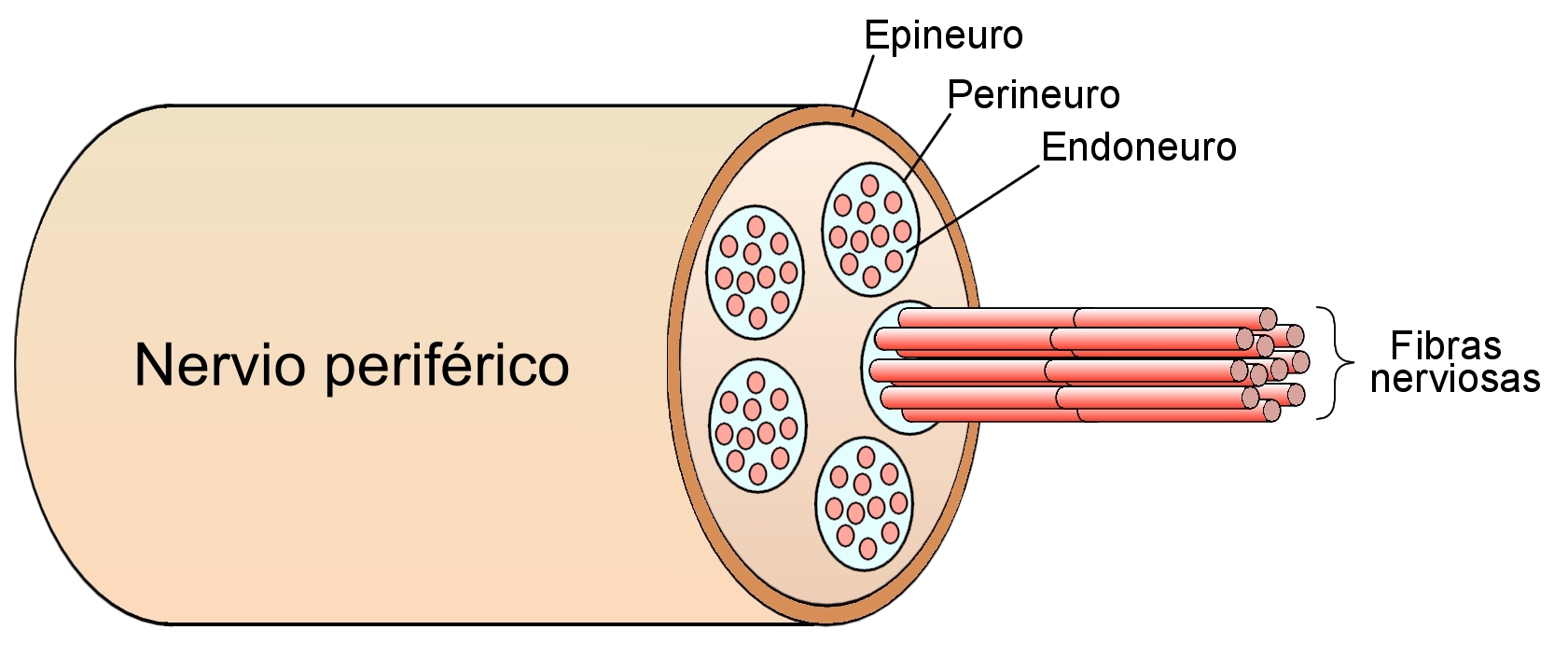
Esquema on es representa la secció d'un nervi perifèric. Són visibles l'endoneure, el perineure i l'epineure.

Està format per teixit connectiu, teixit adipós i petits vasos sanguinis anomenats vasa nervorum que proporcionen vascularització al nervi i li aporten oxigen i nutrients.